# Copa CONMEBOL 1995
Navigation
Édition précédente Édition suivante
La Coupe CONMEBOL 1994 est la quatrième édition de la Copa CONMEBOL, qui est disputée par les meilleurs clubs des nations membres de la CONMEBOL non qualifiées pour la Copa Libertadores. Toutes les rencontres sont disputées en matchs aller et retour. La règle des buts marqués à l'extérieur en cas d'égalité à la fin du match retour n'est pas appliquée. 
Cette saison voit le sacre d'un club argentin, Rosario Central, qui bat les Brésiliens du Clube Atlético Mineiro au terme d'une finale pleine de rebondissement. Après avoir perdu lourdement le match aller sur le score de 4 à 0, Rosario parvient à renverser la vapeur à domicile et s'impose ensuite durant la séance des tirs au but. C'est à ce jour le seul titre international du club alors que l'Atlético Mineiro joue sa deuxième finale de Copa CONMEBOL, après son succès en 1992.
Le tenant du titre, São Paulo FC, ne peut pas défendre son trophée car il n'a pas réussi à se qualifier par le biais du championnat brésilien.

## Huitièmes de finale
| Équipe 1                    | Résultat      | Équipe 2                  | Aller | Retour |
| --------------------------- | ------------- | ------------------------- | ----- | ------ |
| Ceará Sporting Club         | 3 - 3 6-7 tab | SC Corinthians            | 1 - 1 | 2 - 2  |
| América Cali                | 5 - 1         | Barcelona Sporting Club   | 3 - 1 | 2 - 0  |
| Clube Atlético Mineiro      | 2 - 1         | Guarani Futebol Clube     | 1 - 1 | 1 - 0  |
| Mineros de Guayana          | 3 - 3 4-3 tab | Independiente Medellin    | 1 - 0 | 2 - 3  |
| Gimnasia y Esgrima La Plata | 1 - 4         | IA Sud América            | 1 - 0 | 1 - 4  |
| The Strongest               | 1 - 2         | Club Atlético Colegiales  | 0 - 0 | 1 - 2  |
| Ciclista Lima               | 6 - 8         | Club de Deportes Cobreloa | 4 - 1 | 2 - 7  |
| Defensor Sporting Club      | 2 - 5         | CA Rosario Central        | 1 - 3 | 1 - 2  |

## Quarts de finale
| Équipe 1               | Résultat      | Équipe 2                  | Aller | Retour |
| ---------------------- | ------------- | ------------------------- | ----- | ------ |
| Clube Atlético Mineiro | 10 - 0        | Mineros de Guayana        | 6 - 0 | 4 - 0  |
| SC Corinthians         | 3 - 4         | América Cali              | 2 - 1 | 1 - 3  |
| IA Sud América         | 2 - 2 3-4 tab | Club Atlético Colegiales  | 0 - 1 | 2 - 1  |
| CA Rosario Central     | 5 - 1         | Club de Deportes Cobreloa | 2 - 0 | 3 - 1  |

## Demi-finales
| Équipe 1                 | Résultat      | Équipe 2               | Aller | Retour |
| ------------------------ | ------------- | ---------------------- | ----- | ------ |
| Club Atlético Colegiales | 1 - 5         | CA Rosario Central     | 0 - 2 | 1 - 3  |
| América Cali             | 4 - 4 3-4 tab | Clube Atlético Mineiro | 4 - 3 | 0 - 1  |

## Finale
| Entraîneur :     |
| Procópio Cardoso |

| Entraîneur :    |
| Ángel Tulio Zof |

| Entraîneur :     |
| Procópio Cardoso |

| Entraîneur :    |
| Ángel Tulio Zof |

| Entraîneur :    |
| Ángel Tulio Zof |

| Entraîneur :     |
| Procópio Cardoso |

| Entraîneur :    |
| Ángel Tulio Zof |

| Entraîneur :     |
| Procópio Cardoso |